# Салтијо (Тенеси)
Салтијо (енгл. Saltillo) град је у америчкој савезној држави Тенеси.

## Демографија
По попису из 2010. године број становника је 303, што је 39 (-11,4%) становника мање него 2000. године.
| Група             | 2000.       | 2010.       |
| Белци             | 259 (75,7%) | 235 (77,6%) |
| Афроамериканци    | 80 (23,4%)  | 59 (19,5%)  |
| Азијати           | 0 (0,0%)    | 0 (0,0%)    |
| Хиспаноамериканци | 0 (0,0%)    | 6 (2,0%)    |
| Укупно            | 342         | 303         |